# 青铜大面具

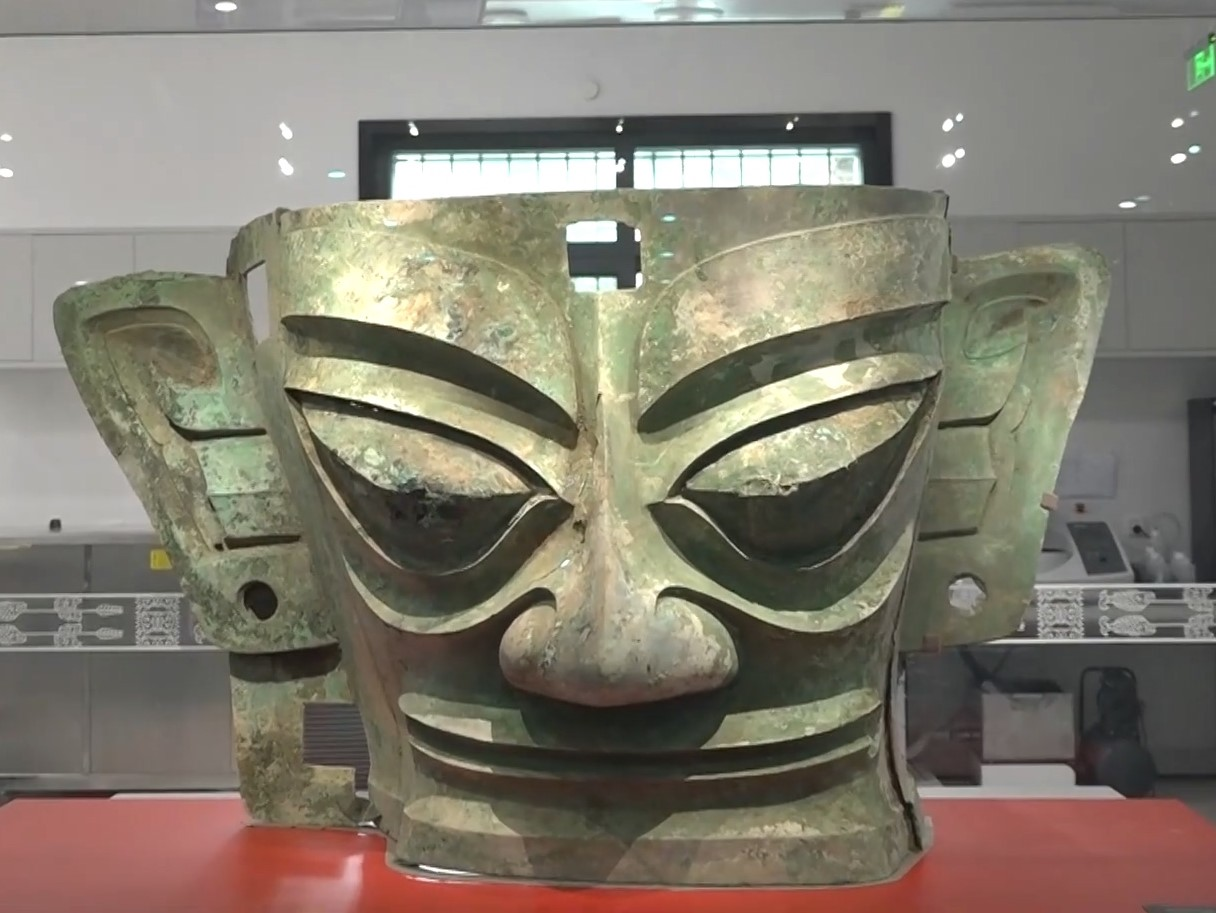
青铜大面具

青铜大面具是2021年6月23日出土于三星堆遗址3号祭祀坑的文物。大面具宽131厘米、高71厘米、深66厘米，重131斤，为目前已知三星堆遗址出土的体量最大、保存状况完好的大型青铜面具，距今有3000多年的历史。2022年1月31日，三星堆文物现场发布仪式在中央广播电视总台《2022年春节联欢晚会》举行，三星堆青铜大面具正式亮相春晚舞台。